# Svendborg Værft
Svendborg Værft var et dansk skibsværft, der var beliggende i Svendborg.
Værftet blev grundlagt af skibsbygmester Jørgen Ring Andersen i 1907 som Ring Andersens Staalskibsværft, men allerede i 1916 blev navnet ændret til A/S Svendborg Skibsværft og Maskinbyggeri. Andersen havde allerede siden 1867 drevet et træskibsværft på Frederiksø i Svendborg Havn.
Efter flere år med økonomiske vanskeligheder, gik virksomheden i 1999 konkurs. Med hjælp fra lokale investorer blev der efterfølgende etableret et nyt selskab, Repair Yard Svendborg A/S, der udelukkende udførte reparationer. Denne virksomhed lukkede endeligt i 2001. Området blev efterfølgende overtaget af Vestas.
I sin storhedstid leverede Svendborg Værft bl.a. til Søværnet og Marinehjemmeværnet.